# Roland Karlsson
Ej att förväxla med kanotisten Roland Karlsson
Torsten Åke Roland Karlsson, född 1 juni 1946 i Uddevalla, Göteborgs och Bohus län, död 10 juni 2025 i Trollhättan, Västra Götalands län, var en svensk journalist och radioman, känd från radioprogrammet Hallå trafikant.
Roland Karlsson var född i Uddevalla men växte upp i Högsäter i Dalsland och var son till järnvägstjänstemannen Torsten Karlsson och kaféinnehavaren Britta Karlsson. Roland Karlsson hade i unga år frilansuppdrag för Bohusläningen och Elfsborgs Läns Annonsblad men utbildade sig på föräldrarnas inrådan till folkskollärare i Karlstad. Efter examen arbetade han som lärare i Sunne och Vänersborg, men fortsatte frilansa som reporter för olika tidningar.
På 1970-talet började han arbeta inom lokalradion, bland annat som sportchef och senare programchef vid Radio Trestad. 1982 blev han programledare för riksradions Hallå trafikant som sändes från Göteborg, vilket han höll på med i 17 år. En kampanj för babysitsar som bedrevs i programmet ledde till att alla landets landsting började hyra ut bilbarnstolar för nyfödda. För trafiksäkerhetsarbetet i radioprogrammet fick han och kollegan Sven Colling varsin silvermedalj av den bilintresserade prins Bertil.
Karlsson bedrev studier i ekonomi under två år och tog i början av 1990-talet examen som marknadsekonom, men kom att återvända till radion. Han startade egen verksamhet som mediekonsult och arbetade även en kortare tid på TV Fyrstad innan han blev informationschef på Länsförsäkringar i Vänersborg.
Han var gift första gången 1968–1974 med Doris Forsdal (född 1945) och andra gången sedan 1982 med Ann-Marie Dahlström (född 1949).